# Gil Grissom
Gilbert Arthur Grissom è un personaggio immaginario della serie televisiva statunitense CSI - Scena del crimine.
È un entomologo forense nonché supervisore del turno di notte del dipartimento di polizia scientifica di Las Vegas per le prime nove stagioni della serie, nelle quali è stato il protagonista. È stato sostituito da Ray Langston.
È interpretato da William Petersen — il quale è stato anche tra i produttori esecutivi — e in italiano è doppiato da Francesco Pannofino.

## Creazione e sviluppo
Anthony E. Zuiker, produttore e sceneggiatore di CSI - Scena del crimine, ha pensato il personaggio di Gil Grissom ispirandosi al criminologo Daniel Holstein della polizia metropolitana di Las Vegas. Ciò che incuriosì (il produttore) del criminologo fu che quest'ultimo tenesse nel suo frigorifero vermi e sangue di maiale, esattamente come poi Grissom fara'. Holstein apprezzò questo omaggio e collaborò con il cast come consulente per lo spettacolo. Inizialmente era previsto che il personaggio si chiamasse Gil Sheinbaum, ma William Petersen propose al cast di cambiare il cognome in "Grissom", in onore dell'astronauta Gus Grissom, di cui Petersen è un grande ammiratore. Il nome "Gil" deriva invece da uno degli hobby dell'attore, la pesca.
Nel 2000, la CBS aveva acquistato la sceneggiatura da parte di Zuiker, e fu trasmessa a Petersen il quale aveva un contratto con l'azienda. Petersen ha affermato che nonostante le numerose offerte, decise di non accettare mai nessuna di queste, per evitare di essere vincolato a una serie. Tuttavia rimase particolarmente colpito dal personaggio di Grissom e decise di fare un provino. L'attore aveva già interpretato uno scienziato forense, ovvero Will Graham nel film Manhunter - Frammenti di un omicidio del 1986.

## Biografia del personaggio

### Primi anni di vita
Nasce il 17 agosto 1956 a Santa Monica, figlio unico della madre Betty e del padre che morì quando lui era ancora bambino. Suo padre fu insegnante di botanica e questo trasmise la passione per le scienze naturali al figlio. Morì quando Grissom aveva soltanto 9 anni e il bambino incominciò a eseguire autopsie su dei piccoli animali morti trovati nella zona. Grissom ricorda così quel giorno:
( CSI - Scena del crimine: episodio 6x10, Il rapimento [Still Life],  a 00 h 35 min 03 s.)
Sua madre Betty lo fece appassionare alla lettura. Divenne sorda a causa del disturbo genetico dell'otosclerosi, il figlio dovette infatti imparare la lingua dei segni americana per poter comunicare con lei. Potrebbe essere considerato un Child of deaf adult. Con l'età diventa evidente la perdita di udito anche da parte di Grissom, che si sottoporrà infatti ad un intervento chirurgico.
Si laurea in biologia all'Università della California, Los Angeles, e consegue il dottorato di ricerca in biologia presso l'Università di Chicago. Ha poi confessato a Warrick Brown che al liceo era un "fantasma": non apparteneva a nessun gruppo e tendeva a isolarsi. Quando era al college, ha finanziato la sua prima fattoria dei corpi vincendo a una partita di poker. Ha poi seguito diversi incontri di pugilato per conoscere gli schemi di formazione dei lividi sui corpi e degli eventuali schizzi di sangue dalle lesioni.

### Carriera
Divenne un agente della scientifica intorno al 1985. Una volta smarrì per errore un cadavere mentre si trovava a Minneapolis, nella Contea di Hennepin.
Diventa supervisore dopo che Jim Brass è stato retrocesso a causa della morte in servizio della collega Holly Gribbs, che era per altro al suo primo turno di lavoro. Nella settima stagione, Grissom prende un periodo sabbatico per tenere delle lezioni al Williams College di Williamstown, per quattro settimane. Viene temporaneamente sostituito dall'agente Michael Keppler. Prima di questa sua pausa lavorativa, aveva mostrato più volte segni evidenti di sindrome da burnout. Torna tuttavia rinvigorito e fa sapere ai colleghi che sentiva la mancanza di Las Vegas. Dopo le dimissioni di Sara Sidle e soprattutto dopo l'omicidio di Warrick Brown, il suo forte stress sembrò riaffiorare. Ciò è particolarmente evidente quando esprime profondo rammarico per aver risolto un caso particolarmente deprimente.
Grissom decide di lasciare la scientifica nel periodo in cui le indagini rivelano che Nate Haskell — pluriomicida di coppiette incarcerato e condannato a due ergastoli — aveva un complice, il quale aveva ripreso a uccidere. Vista l'importanza del caso decide però di restare fino alla conclusione delle indagini. Le sue analisi si rivelarono determinanti: la polizia riuscì a salvare la vita alla donna catturata dal complice di Haskell. Grissom ricevette numerosi inviti da parte dei suoi colleghi a riflettere sulla sua decisione, alcuni gli riferirono addirittura che stesse commettendo un errore. Lasciò silenziosamente il laboratorio e partì per la Costa Rica per raggiungere la futura moglie Sara Sidle.

### Dopo la scientifica
Dopo essersi sposato con Sara Sidle, Grissom rimane in Costa Rica per un breve periodo, prima di tenere delle conferenze alla Sorbona. Durante l'undicesima stagione della serie, Grissom incomincia a consultare il governo peruviano sull'etimologia e la fisicità dell'Inca. È durante questo periodo che Sara e Grissom divorziano. Successivamente si unisce a un gruppo dedicato alla protezione di pesci e animali selvatici nell'oceano Pacifico, che lui stesso descriverà come "la scientifica dei mari". Dopo esser stato arrestato al porto di San Diego lo sceriffo Conrad Ecklie ordina la sua scarcerazione, tornando a Las Vegas per aiutare la scientifica in un caso in cui pare sia implicata la sua amica Lady Heather. Si riconcilia con la sua ex moglie e i due partiranno assieme con la sua barca.

## Caratterizzazione

### Personalità

#### Carattere
Inizialmente si presentava spiritoso, entusiasta e bizzarro e con una buona dose di senso dell'umorismo. Era tutto sommato socievole e costantemente iperattivo. Tuttavia, contemporaneamente alla perdita di udito, si chiude in se stesso e tende a irritarsi facilmente. Grissom è sempre rispettoso ed educato, poco interessato alla sua vita sociale ma molto dedito al lavoro. Sempre calmo e pacato, si infastidisce facilmente quando viene interrotto durante il suo lavoro. In diverse occasioni mostra alcuni sintomi riconducibili allo spettro autistico, tra cui la sindrome di Asperger; nonché una spiccata misantropia, come dimostrato dalle sue letture, ad esempio Walden ovvero Vita nei boschi.
Spesso risulta essere ostinato, la sua caparbietà a volte lo porta a scontrarsi contro i suoi superiori. L'amica e collega Catherine Willows aiuta Grissom a gestire i rapporti interpersonali in maniera più diplomatica, suggerendogli di "alzare lo sguardo dal microscopio". Al poligono di tiro dimostra una mira più che buona, tuttavia le armi non sono di suo gradimento e non è mai armato, trovandosi spesso in situazioni pericolose.
Durante una discussione con un prete, dimostra di non credere nelle religioni: rifiuta qualsiasi dogma e ritiene che i diversi credi siano stati causa di conflitti e morte. La verità alla quale fa cieco affidamento è la scienza empirica, pur non escludendo la possibile esistenza di un'entità superiore. Ritiene il sesso un'opportunità di contatto umano, ma se non accompagnato dall'amore lo reputa privo di scopo e triste.

#### Interessi
È considerato dalla polizia scientifica una sorta di figura paterna, un polimate. Ha una vasta conoscenza della storia, della letteratura e dell'arte. Cita spesso una varietà di fonti letterarie, tra cui Shakespeare, Keats e Melville. Tra i suoi hobby ci sono la lettura, lo studio degli insetti e andare sulle montagne russe. Si rivelerà essere anche un fan del baseball. Anche a causa della sua tendenza a isolarsi dalla società, non ha però molta familiarità con la cultura popolare.
Nel suo ufficio conserva una varietà di oggetti bizzarri, tra cui un feto di maiale irradiato, una tarantola e uno scorpione a due teste. Ha poi un Big Mouth Billy Bass dietro la porta che "fa la guardia" e una bacheca di casi irrisolti. Custodisce gelosamente anche le miniature delle scene del crimine durante le indagini del caso dell'omonimo killer.
Quando gli viene domandato perché abbia scelto di lavorare nella polizia scientifica, risponde "Perché la gente morta non può raccontare". Questa è una delle sue espressioni preferite.

### Parallelismo con Sherlock Holmes
Come Holmes, Grissom predilige gli esperimenti e la logica al rispetto delle regole: per dimostrare una teoria, fracassò barattoli di senape in un negozio di alimentari, esattamente come Holmes trafisse un maiale in una macelleria per determinare quanto un uomo avrebbe dovuto essere forte per trasfigurare un uomo con un arpione.
Ha poi una nemesi simile al Professor Moriarty, Paul Millander. Per coincidenza, "Paul Millander" ha le stesse iniziali di "Professor Moriarty". Nonostante sia sempre vicino alla sua cattura il criminale riesce sempre ad avere la meglio, Grissom ritiene che Paul Millander abbia un'intelligenza addirittura superiore alla sua. C'è anche una donna, Lady Heather, per la quale ha un amore platonico. La loro relazione è simile a quella di Irene Adler e Holmes. Lady Heather indossa spesso abiti in stile vittoriano, facendo riferimento all'era di Holmes.
Quando David Hodges cerca di far desistere Grissom dall'abbandonare la scientifica, gli domanda "Chi è Watson senza Sherlock Holmes?", lui risponde "Watson era un genio per proprio merito. È il momento giusto per andarmene".

## Accoglienza

### Critica
Il personaggio ha ricevuto pareri positivi dalla critica, all'82º posto nella lista dei 100 migliori personaggi televisivi di Bravo, insieme con Catherine Willows. Si è poi classificato 9° nel sondaggio di Sleuth Channel sui migliori investigatori americani. AOL TV lo ha nominato uno dei detective più intelligenti della TV. L'episodio La decisione di Grissom ha avuto un'audience media di 23 milioni di spettatori. Carol Mendelsohn, produttore esecutivo della serie, considera Grissom al centro dello spettacolo.

### Nella cultura di massa
Il 27 settembre 2007 un modello in miniatura dell'ufficio di Gil Grissom fu messo all'asta su eBay. L'asta si è conclusa il 7 ottobre con la vendita a oltre 15 000 dollari, che la CBS ha donato in beneficenza. Di oltre 25 000 fanfiction relative alla serie, oltre la metà comprende Gil Grissom. Sono poi attivi diversi siti web che pubblicano notizie relative a Gil Grissom o sulle attività di William Petersen nella vita reale.